# Amarakaeri
El amarakaeri es una lengua indígena, autodenominada Harakmbut hablada por la etnia del mismo nombre que habita en la Amazonia peruana. 
Pertenece a la familia lingüística de Harákmbet, familia harakmbet,  hablada en los ríos Madre de Dios y Colorado. 
Existe menos de un 1 % de alfabetismo comparado al del 5 % al 15 % en segunda lengua, el castellano. 
Tiene como dialecto el llamado Kisambaeri. 

## Tribus amarakaeri-parlantes
Son tribus de amarakaeri-parlantes los kochimberi, los küpondirideri, los wintaperi, los wakintaneri y los kareneri. Existe un error común de que el amarakaeri es una lengua arahuaca. Entre otros nombres alternativos se encuentran: Amarakaire, Amaracaire, y mashco; último el cual es considerado peyorativo. Y es muy importante 
- En el Departamento de Cusco: Distrito de Kosñipata (Provincia de Paucartambo) y Distrito de Camanti.
- En el Departamento de Madre de Dios: Distrito de Manu , Distrito de Inambari y Distrito de Tahuamanu.

Ríos: Colorado, Madre de Dios, Inambari, Yshiri, Punkuri y Malinowski.

### Población censada
Este conjunto harakmbut comprende varios pequeños grupos: Amarakaeri, arasaeri, huachipaeri, kisamberi, pukirieri, sapiteri y toyoeri. 
En diez comunidades habitan 1623 personas, 896 varones y 727 mujeres, que representa únicamente 0,67 % del total de la población indígena censada en el Perú.
- Amarakaeri, 1000 personas censadas
- Toyoeri son apenas, 248.
- Huachipaeri, 159,
- Arasaeri, 122.
- Pukirieri, 57
- Kisamberi, 37.
- Sapiteri, 27.[3]

## Historia
En sus crónicas el Inca Garcilaso de la Vega narra contactos entre este grupo étnico y los Incas. 
Durante la Colonia todas las expediciones terminaron en el fracaso, como son las de Pedro de Candía  en 1538, Juan Álvarez Maldonado de 1567 a 1568 alcanzando al Alto Madre de Dios y la de Atunes hasta el río Beni de 1538 a 1539. 
Hacia 1768 el Convento de Santo Domingo del Cusco lleva a cabo una tentativa de evangelización, también fracasada.
Durante la República los esfuerzos se centran en descubrir una vía navegable de conexión entre el río Madre de Dios y el Amazonas. Así en 1852, Lardner Gibbson intentó navegar el Madre de Dios y también en 1873 Baltazar La Torre fallece en el Alto Madre de Dios a consecuencia de las flechas indígenas. Por fin lo consigue Luis Robledo ya en 1879.

## Vulnerabilidad
Considerado como un grupo de alta vulnerabilidad, tanto por la composición demográfica de los subgrupos que constituyen esta etnia, como por el gran impacto de las actividades de minería aurífera que tienen lugar en su territorio.